# Apostolisches Vikariat Chaco Paraguayo
Das Apostolische Vikariat Chaco Paraguayo (lat.: Apostolicus Vicariatus Ciachensis in Paraquaria Natione, span.: Vicariato Apostólico de Chaco Paraguayo) ist ein in Paraguay gelegenes römisch-katholisches Apostolisches Vikariat mit Sitz in Fuerte Olimpo.

## Geschichte
Das Apostolische Vikariat Chaco Paraguayo wurde am 11. März 1948 durch Papst Pius XII. aus Gebietsabtretungen des Bistums Concepción y Chaco errichtet.

## Apostolische Vikare von Chaco Paraguayo
- Angel Muzzolón SDB, 1948–1969
- Alejo del Carmen Obelar Colman SDB, 1969–1986
- Zacarías Ortiz Rolón SDB, 1988–2003, dann Bischof von Concepción en Paraguay
- Edmundo Ponziano Valenzuela Mellid SDB, 2006–2011, dann Koadjutorerzbischof von Asunción
- Gabriel Narciso Escobar Ayala SDB, seit 2013